# ديوك نالون
ديوك نالون (بالإنجليزية: Duke Nalon)‏ مواليد 2 مارس 1913، كان سائق فورملا 1 أمريكي سابق بدأ مسيرته الاحترافية سنة 1950. كان أول سباق له هو إنديانابوليس 500 سنة 1950. خاض خلال مسيرته 5 سباقات.